# Роже Бернар I де Фуа-Кастельбон
Роже Бернар I (III) де Фуа-Кастельбон (фр. Roger Bernard I (III) de Foix-Castelbon, кат. Roger Bernat I (III) de Foix-Castellbò; ок. 1310 — 1350) — виконт де Кастельбон и де Сердань, сеньор де Монкада и барон де Кастельви-де-Росанес с 1315 года, 2-й сын графа Гастона I де Фуа и Жанны д’Артуа, родоначальник Кастельбонской ветви дома де Фуа-Каркассон.

## Биография
Роже Бернар родился около 1310 года. А в 1315 году умер его отец, граф Гастон I де Фуа. По завещанию Гастона его старший сын Гастон II получал большую часть отцовских владений, включая графство Фуа, а также виконтства Беарн, Габардан и Марсан, находившиеся под управлением Маргариты де Монкада, матери Гастона I. Второй же сын, Роже Бернар, получал каталонские владения — виконтства Кастельбон и Сердань.
Поскольку и Гастон II, и Роже Бернар были малы, то встал вопрос о регентстве. Маргарита де Монкада попыталась добиться, чтобы её назначили опекунтшей внуков, однако король Франции назначил управлять владениями Гастона и Роже Бернара их мать, Жанну д’Артуа.
После смерти в 1319 году Маргариты де Монкада по её завещанию Роже Бернар получил её каталонские владения — баронии Монкада и Кастельви-де-Росанес, причём Жанна д’Артуа распространила свою власть и на эти владения.
О правлении Роже Бернара известно мало. Самостоятельно он стал править около 1329 года. Его подпись стоит на документах, датированных 5 июля 1329 года и 24 марта 1350 года. В 1347 году он вместе с младшим братом Робертом, епископом Лурда обращался к королю Франции Филиппу VI с просьбой выпустить из заключения в замке Лурд их мать Жанну д’Артуа.
Роже Бернар I умер в 1350 году. Ему наследовал единственный сын Роже Бернар II.

## Брак и дети
Жена: Констанса де Луна (ок. 1310 — до 17 января 1353), сеньора де Сегорбе, дочь Артала де Луна и Констансы Перес Арагонской, сеньоры де Сегорбе. Дети:
- Роже Бернар II де Фуа-Кастельбон (ок. 1333/1338 — август 1381), виконт де Кастельбон и де Сердань, сеньор де Монкада и барон де Кастельви-де-Росанес с 1350, сеньор де Навель и де Солт (по праву жены) с 1346/1350
- Маргарита де Фуа; муж: с апреля 1350 Бернат III де Кабрера (ум. октябрь 1368), виконт де Кабрера и граф де Модика
- Бланка де Фуа; 1-й муж: Луис Корнель; 2-й муж: Уго Роже II (ум. 1416), граф Верхнего Пальярса

Также у Роже Бернара были незаконнорождённые дети от нескольких любовниц.
Дети от неизвестной по имени любовницы:
- Арно Гильом (ум. после 1350)
- Бердолет (ум. после 1350)
- Тристан (ум. после 1361)

Дети от Пейронеты де Перкуа:
- Беарнеза
- дочь